# Lithobius dacicus
Lithobius dacicus är en mångfotingart som beskrevs av Matic 1958. Lithobius dacicus ingår i släktet Lithobius och familjen stenkrypare.
Artens utbredningsområde är Rumänien. Inga underarter finns listade i Catalogue of Life.